# Liste des partis politiques au Mexique
Cette liste des partis politiques mexicains énumère les partis politiques du Mexique.
Le Mexique possède un système multipartite, ce qui signifie qu'il y a plus de deux partis politiques majeurs. À l'échelle nationale, il y a trois partis dominants : le PRI, le PAN, et le PRD. D'autres partis politiques plus petits survivent dans l'isolement ou en formant localement des coalitions avec un des trois grands partis.

## Les partis politiques
Dix partis sont reconnus par l'Institut Nationale Electoral (INE):  
- Parti action nationale ("Partido Acción Nacional", abrégé PAN) est démocrate chrétien. C'est le parti des anciens présidents Vicente Fox et Felipe Calderón.
- Parti révolutionnaire institutionnel ("Partido Revolucionario Institucional", abrégé PRI) a été au pouvoir sous différents noms, à l'échelle locale, fédérale, et nationale durant la majeure partie du XXe siècle. C'est le parti de l'ancien président  Enrique Peña Nieto, au pouvoir entre le 1er décembre 2012 et le 1er décembre 2018.
- Parti de la révolution démocratique ("Partido de la Revolución Democrática", abrégé PRD), né d'un scission du PRI sous le nom de front démocratique national durant les élections présidentielles de 1988, son candidat d'alors, Cuauhtémoc Cárdenas, a perdu et depuis lors le parti s'est consolidé.
- Parti vert écologiste du Mexique ("Partido Verde Ecologista de México", abrégé PVE-PVEM) est un parti de centre.
- Parti du travail ("Partido del Trabajo", abrégé PT) est un parti mineur de gauche.
- Mouvement citoyen ("Movimiento Ciudadano", abrégé MC), parti de centre gauche fondé en 2011 à partir de Convergence ("Partido Convergencia", abrégé CON), fondé en 1997.
- Mouvement de régénération nationale ("Movimiento Regeneración Nacional", acronyme MORENA), parti de centre gauche créée en 2014. Il devient le premier parti du pays en 2018, son chef Andrés Manuel López Obrador étant élu président du Mexique, puis lui succède Claudia Sheinbaum en 2024.
- Parti réunion solidaire (es) ("Partido Encuentro Solidario", abrégé PES), parti de centre droit, fondé en 2020 à partir de Parti de la Réunion sociale.

D'après leur représentation au Congrès et la part des votes  à l'échelon national, seul le PRI, le PAN et le MORENA peuvent être considérés comme des partis majeurs.

## Anciens partis politiques
- Parti nouvelle alliance (PNA-PANAL) - Est un parti originellement créé par les académiciens de l'ITAM et des membres de l'Union nationale des enseignants.
- Parti libéral (PLM) - José María Luis Mora
- Parti conservateur (PCM) - Lucas Alamán y Escalada
- Liga de Trabajadores por el Socialismo (LTS) Ligue des travailleurs pour le socialisme, trotskiste.
- Partido Alianza Social (PAS)  Parti Alliance sociale – José Antonio Calderón Cardoso.
- Partido Auténtico de Revolución Mexicana (PARM) Parti authentique de la Révolution mexicaine.
- Partido de Centro Democrático (PCD) Parti du centre démocratique – Manuel Camacho Solís.
- Partido Comunista Mexicano (PCM)  Parti communiste mexicain.
- Partido Demócrata Mexicano (PDM) Parti démocrate mexicain.
- Partido Demócrata Social (PDS) Parti démocrate social – Gilberto Rincón Gallardo.
- Partido del Frente Cardenista de Reconstrucción Nacional (PFCRN) Front cardéniste de reconstruction nationale.
- Partido Fuerza Ciudadana (PFC) Parti Force citoyenne.
- Partido Liberal Mexicano (PLM) Parti libéral mexicain.
- Partido México Posible  (PMP) Parti Mexique possible.
- Partido Obrero Socialista (POS) Parti ouvrier socialiste.
- Partido Revolucionario de los y las Trabajadores (PRT) Parti révolutionnaire des travailleurs et des travailleuses.
- Partido Popular Socialista (PPS) Parti populaire socialiste.
- Partido de la Sociedad Nacionalista  (PSN) Parti de la Société nationaliste – Gustavo Riojas Santana.

## Présidents du Mexique
| 1821: Parti Libéral (PLM) - José María Luis Mora - Guadalupe Victoria - Vicente Guerrero - José María Bocanegra - Melchor Múzquiz - Valentín Gómez Farías - Antonio López de Santa Anna (1833-1853) - Miguel Barragán - José Joaquín de Herrera - Pedro María Anaya - Mariano Arista - Juan Bautista Ceballos - Juan Álvarez - Ignacio Comonfort - Benito Juárez - Sebastián Lerdo de Tejada - José María Iglesias - Porfirio Díaz - Juan N. Méndez - Manuel González | 1821: Parti Conservateur (PCM) - Lucas Alamán y Escalada - Anastasio Bustamante - Manuel Gómez Pedraza - José Justo Corro - Nicolás Bravo - Francisco Javier Echeverría - Valentín Canalizo - Mariano Paredes y Arrillaga - José Mariano Salas - Manuel de la Peña y Peña - Manuel María Lombardini - Antonio López de Santa Anna (1853-1855) - Martín Carrera - Rómulo Díaz de la Vega - Félix María Zuloaga - Manuel Robles Pezuela - Miguel Miramón - José Ignacio Pavón |